# I. e. 10-es évek
Évszázadok: i. e. 2. század – i. e. 1. század – 1. század
Évtizedek: i. e. 60-as évek – i. e. 50-es évek – i. e. 40-es évek – i. e. 30-as évek – i. e. 20-as évek – i. e. 10-es évek – i. e. 1-es évek – 1-es évek – 10-es évek – 20-as évek – 30-as évek
Évek: i. e. 19 – i. e. 18 – i. e. 17 – i. e. 16 – i. e. 15 – i. e. 14 – i. e. 13 – i. e. 12 – i. e. 11 – i. e. 10